# Марица (Телеорман)
Марица (рум. Marița) насеље је у Румунији у округу Телеорман у општини Калинешти. Oпштина се налази на надморској висини од 75 m.

## Становништво
Према подацима из 2002. године у насељу је живело 118 становника, од којих су сви румунске националности.